# Mečys Laurinkus
Mečys Laurinkus (* 22. Mai 1951 in Klaipėda) ist ein litauischer Politiker und Diplomat.

## Leben
Nach dem Abitur absolvierte Laurinkus 1979 das Diplomstudium der Philologie an der Vilniaus valstybinis universitetas und arbeitete von 1979 bis 1983 als Lehrer in der Rajongemeinde Vilnius. Von 1983 bis 1990 arbeitete er als wissenschaftlicher Mitarbeiter am Institut  für  Philosophie, Soziologie und Recht der Lietuvos mokslų akademija. Er war Mitglied von Sąjūdis.
Ab 1989 war er Deputat im Obersten Sowjet von Sowjetlitauen, ab 1990 Mitglied im Seimas.
Von 1998 bis 2004 leitete er Valstybės saugumo departamentas. Danach war er Botschafter in Spanien, von 2008 bis 2009 in Georgien. Er ist Mitarbeiter der Tageszeitung Lietuvos rytas.